# Aabsynthum
Aabsynthum ist eine 2006 gegründete Funeral-Doom-Band.

## Geschichte
Multiinstrumentalist und Sänger Groza „Freamãt“ Gabriel und der Bassist und Sänger Lovin Cãtãlin begründete Aabsynthum als Abwandlung der zuvor von beiden unterhaltenen Black-Metal-Band. Nachdem beide sich über eine konzeptionelle und musikalische Veränderung verständigt hatten, änderte das Duo im August 2006 den Namen. Im darauf folgenden Jahr erschienen erste Aufnahmen des Projektes als Demo. Anschließend stieß der Schlagzeuger Sprânceana Andrei zur Band. Gemeinsam spielten die Musiker das Debüt Non Forms… Regressus ad Originem ein, welches 2009 im Selbstverlag erschien. Das zweite Album der ersten Funeral-Doom-Band Rumäniens Inanimus erschien zwei Jahre später über Marche Funebre Productions. Die Band hatte indes Mitglieder verloren, wodurch Gabriel Aabsynthum als Soloprojekt fortführte.
Inanimus wurde von internationalen Rezensenten durchschnittlich bis positiv angenommen. Die Musik wurde als stereotyp bis generisch beurteilt. Dem Projekt wurde Potential attestiert, derweil die Rezensenten Empfehlungen der Musik einhellig auf die Anhängerschaft des Genres begrenzten.

## Stil
Dem Webzine Doom-Metal.com folgend spielt Aabsynthum einen „synthlastig und etwas generischen“ Funeral Doom. Die Gruppe verkörpere kaum Elemente, die nicht bereits zuvor bekannt gewesen wären. Die Musik sei hierbei „immer noch anständig.“
Bertrand Marchal besprach das Album Inanimus für Doom-Metal.com und kategorisierte die Musik als die rigorose bis karitakureske Verkörperung des „Schlafzimmer Funeral Doom“. Als Charakteristika dieses Begriffs führt er an, dass es sich um ein Soloprojekt handele, das extrem langsam spiele, ein simples und melodiearmes Gitarren-Riffing bemühe, ausladende Synthesizer- und Keyboard-Arrangements, die häufig eine liturgische Atmosphäre als Rückgrat der Musik präsentieren, nutze sowie ein schlicht programmierter Schlagzeugrhythmus beinhalte. Ähnlich wurde die Musik für Squealer Rock beschrieben. So würde auf Inanimus das Genre „förmlich zelebriert. Minimalistische Riffs, die bis ins extrem ausgedehnt werden, ultralangsame Rhythmen, eine Traurigkeit verströmende Keyboard-Untermalung […] sowie ein nach Sehnsucht heischender harscher Gesang“.

## Diskografie
- 2007: Demo (Demo, Selbstverlag)
- 2009: Non Forms… Regressus ad Originem (Album, Selbstverlag)
- 2011: Inanimus (Album, Marche Funebre Productions)